# Lori Heuring
Lori Ann Heuring (ur. 6 kwietnia 1973 w Panamie) – amerykańska aktorka filmowa i telewizyjna.

## Życiorys
Z aktorstwem aktywnie związana od roku 1994, kiedy to wystąpiła w epizodycznej roli w dramacie biograficznym Osiem sekund (8 Seconds). W 2000 roku zagrała w thrillerach Telefonistka (The Operator), u boku Michaela Laurence’a, oraz Krąg wtajemniczonych (In the Crowd), w jednej z głównych ról, przy boku Susan Ward, Matthew Settle’a i Kim Murphy. Znana jest także z występów w filmach Osiem milimetrów 2 (8mm 2, 2005) i Wicked Little Things (2006).
Obecnie mieszka w Los Angeles w stanie Kalifornia.